# Sub Urban
Daniel Virgil Maisonneuve (Nova Jersey, 22 de outubro de 1999), conhecido profissionalmente como Sub Urban, é um cantor, compositor e produtor musical norte-americano.

## Carreira
Sub Urban começou com 19 anos como cantor, compositor e produtor, conhecido por seu hit "Cradles", conheceu sua fama como começo com facilidade e charme. O cantor encantou quando realizou seu primeiro show ao vivo para uma multidão lotada na Schubas Tavern.
Sub Urban fez seu primeiro show ao público de Chicago, apoiado no palco por 2 instrumentistas um na bateria e outro na guitarra e sua própria plataforma de produção de som.
A primeira Canção deste cantor foi "Broken  - DNMO & Sub Urban", participando numa música de DNMO utilizando voz de Sub Urban (Danny Maisonneuve).
O primeiro Single do cantor foi Cradles, lançado no começo de 2019 com o gênero Rock Alternativo, e "Cradles" acumulou impressionantes 86 milhões de streams do Spotify em 2019. Sub Urban produziu a faixa em sua própria sala de estar de casa.
O segundo Single do cantor foi Isolate, lançado em 30 de Agosto de 2019 com o gênero Alternativa/Indie , e "Isolate" foi mixado por Warner Records e produzido por Sub Urban. A músicas de Sub Urban são gravadas nas gravadoras: Warner Records · NCS.

## Discografia

### Extended plays (EPs)
| Título        | Detalhes                                                                                   |
| ------------- | ------------------------------------------------------------------------------------------ |
| Thrill Seeker | - 13 de março de 2020 - Formatos: download digital e streaming - Gravadora: Warner Records |

### Singles
| Ano  | Canção                            | Melhor posição nas tabelas musicas | Melhor posição nas tabelas musicas | Certificações | Álbum                         |
| Ano  | Canção                            | EUA Alt.                           | CAN Rock                           | Certificações | Álbum                         |
| ---- | --------------------------------- | ---------------------------------- | ---------------------------------- | ------------- | ----------------------------- |
| 2017 | "Broken" (com part. de DNMO)      | —                                  | —                                  |               | Não adicionado à nenhum álbum |
| 2019 | "Sick of You" (com part. de DNMO) | —                                  | —                                  |               | Definition Forbidden          |
| 2019 | "Cradles"                         | 1                                  | 1                                  | - MC: Ouro    | Não adicionado à nenhum álbum |
| 2019 | "Isolate"                         | —                                  | —                                  |               | Thrill Seeker                 |
| 2020 | "Freak" (com part. de REI AMI)    | —                                  | —                                  |               | Thrill Seeker                 |